# Eerste klasse 1932-33 (voetbal België)
Het seizoen 1932/33 van de Belgische Eerste Klasse begon in de zomer van 1932 en eindigde in de lente van 1933. Het was het 33e officieel seizoen van de hoogste Belgische voetbalklasse. De officiële benaming destijds was Division d'Honneur of Eere Afdeeling. De competitie telde 14 clubs.
Tien jaar na zijn laatste titel werd Union Royale Saint-Gilloise terug kampioen. De club was al recordhouder in aantal landstitels, en haalde nu zijn negende kampioenschap binnen.

## Gepromoveerde teams
Deze teams waren gepromoveerd uit de Tweede Klasse voor de start van het seizoen:
- TSV Lyra (kampioen in Eerste Afdeeling A)
- R. Racing Club de Bruxelles (kampioen in Eerste Afdeeling B)

## Degraderende teams
Deze teams degradeerden naar Tweede Klasse op het eind van het seizoen:
- RFC Brugeois
- R. Berchem Sport

## Clubs
Volgende veertien clubs speelden in 1932/33 in Eerste Klasse. De nummers komen overeen met de plaats in de eindrangschikking:
| # kaart | Stam- nummer | Club                        | Plaats              | Stadion                          | # seiz. 1e klasse |
| ------- | ------------ | --------------------------- | ------------------- | -------------------------------- | ----------------- |
| 1       | 10           | Union Royale Saint-Gilloise | Vorst               | Joseph Marienstadion (Dudenpark) | 27                |
| 2       | 1            | R. Antwerp FC               | Deurne, Antwerpen   | Bosuilstadion                    | 32                |
| 3       | 12           | RCS Brugeois                | Brugge              | Stade CS Brugeois                | 29                |
| 4       | 16           | R. Standard Club Liège      | Luik                | Sclessin                         | 17                |
| 5       | 30           | K. Liersche SK              | Lier                | Lisperstadion                    | 6                 |
| 6       | 52           | TSV Lyra                    | Lier                | Lyrastadion                      | 1                 |
| 7       | 13           | R. Beerschot AC             | Antwerpen           | Olympisch Stadion                | 27                |
| 8       | 2            | Daring Club de Bruxelles SR | Sint-Jans-Molenbeek | Daringstadion                    | 25                |
| 9       | 25           | RFC Malinois                | Mechelen            | Achter de Kazerne                | 8                 |
| 10      | 6            | R. Racing Club de Bruxelles | Ukkel               | Stade du Vivier d'Oie            | 30                |
| 11      | 24           | RC Malines SR               | Mechelen            | Antwerpsesteenweg                | 15                |
| 12      | 11           | RRC de Gand                 | Gent                | Emmanuel Hielstadion             | 17                |
| 13      | 3            | RFC Brugeois                | Brugge              | De Klokke                        | 30                |
| 14      | 28           | R. Berchem Sport            | Berchem, Antwerpen  | Het Rooi                         | 11                |

## Eindstand
|   |    |                             | P  | W  | G | V  | +  | -  | DS  | Ptn |
| - | -- | --------------------------- | -- | -- | - | -- | -- | -- | --- | --- |
| K | 1  | Union Royale Saint-Gilloise | 26 | 19 | 5 | 2  | 69 | 22 | 47  | 43  |
|   | 2  | R. Antwerp FC               | 26 | 16 | 4 | 6  | 69 | 38 | 31  | 36  |
|   | 3  | RCS Brugeois                | 26 | 14 | 5 | 7  | 40 | 29 | 11  | 33  |
|   | 4  | R. Standard Club Liège      | 26 | 14 | 3 | 9  | 77 | 56 | 21  | 31  |
|   | 5  | K. Liersche SK              | 26 | 12 | 6 | 8  | 71 | 42 | 29  | 30  |
|   | 6  | TSV Lyra                    | 26 | 11 | 6 | 9  | 51 | 54 | -3  | 28  |
|   | 7  | R. Beerschot AC             | 26 | 12 | 4 | 10 | 51 | 54 | -3  | 28  |
|   | 8  | Daring Club de Bruxelles SR | 26 | 8  | 8 | 10 | 43 | 45 | -2  | 24  |
|   | 9  | RFC Malinois                | 26 | 8  | 7 | 11 | 49 | 54 | -5  | 23  |
|   | 10 | R. Racing Club de Bruxelles | 26 | 7  | 6 | 13 | 43 | 58 | -15 | 20  |
|   | 11 | RC Malines SR               | 26 | 8  | 4 | 14 | 43 | 57 | -14 | 20  |
|   | 12 | RRC de Gand                 | 26 | 7  | 3 | 16 | 40 | 78 | -38 | 17  |
| D | 13 | RFC Brugeois                | 26 | 6  | 4 | 16 | 39 | 73 | -34 | 16  |
| D | 14 | R. Berchem Sport            | 26 | 4  | 7 | 15 | 35 | 60 | -25 | 15  |

P: wedstrijden gespeeld, W: wedstrijden gewonnen, G: gelijke spelen, V: wedstrijden verloren, +: gescoorde doelpunten, -: doelpunten tegen, DS: doelsaldo, Ptn: totaal punten
K: kampioen, D: degradeert
1895/96 · 1896/97 · 1897/98 · 1898/99 · 1899/00 · 1900/01 · 1901/02 · 1902/03 · 1903/04 · 1904/05 · 1905/06 · 1906/07 · 1907/08 · 1908/09 · 1909/10 · 1910/11 · 1911/12 · 1912/13 · 1913/14 · 1914/15 · 1915/16 · 1916/17 · 1917/18 · 1918/19 · 
1919/20 · 1920/21 · 1921/22 · 1922/23 · 1923/24 · 1924/25 · 1925/26 · 1926/27 · 1927/28 · 1928/29 · 1929/30 · 1930/31 · 1931/32 · 1932/33 · 1933/34 · 1934/35 · 1935/36 · 1936/37 · 1937/38 · 1938/39 · 1939/40 · 1940/41 · 1941/42 · 1942/43 · 1943/44 · 1944/45 · 1945/46 · 1946/47 · 1947/48 · 1948/49 · 1949/50 · 1950/51 · 1951/52 · 1952/53 · 1953/54 · 1954/55 · 1955/56 · 1956/57 · 1957/58 · 1958/59 · 1959/60 · 1960/61 · 1961/62 · 1962/63 · 1963/64 · 1964/65 · 1965/66 · 1966/67 · 1967/68 · 1968/69 · 1969/70 · 1970/71 · 1971/72 · 1972/73 · 1973/74 · 1974/75 · 1975/76 · 1976/77 · 1977/78 · 1978/79 · 1979/80 · 1980/81 · 1981/82 · 1982/83 · 1983/84 · 1984/85 · 1985/86 · 1986/87 · 1987/88 · 1988/89 · 1989/90 · 1990/91 · 1991/92 · 1992/93 · 1993/94 · 1994/95 · 1995/96 · 1996/97 · 1997/98 · 1998/99 · 1999/00 · 2000/01 · 2001/02 · 2002/03 · 2003/04 · 2004/05 · 2005/06 · 2006/07 · 2007/08 · 2008/09 · 2009/10 · 2010/11 · 2011/12 · 2012/13 · 2013/14 · 2014/15 · 2015/16 · 2016/17 · 2017/18 · 2018/19 · 2019/20 · 2020/21· 2021/22 · 2022/23 · 2023/24 · 2024/25